# 루트거 피스토어
루트거 피스토어(독일어: Ludger Pistor, 1959년 3월 16일~)는 독일의 배우이다.

## 작품 목록

### 영화
- 마이 브라더 심플 (2017년)
- 마이 블라인드 라이프 (2017년)
- 브루더 부어 루더 (2015년)
- 엑스맨: 퍼스트 클래스 (2011년) - 1st 게르만 / 피그 파머 역
- 원 맨 쇼 (2010년)
- 인포먼트 (2009년)
- 바스터즈: 거친 녀석들 (2009년)
- 007 카지노 로얄  (2006년) - 멘델 역
- 공주와 전사 (2000년)
- 롤라 런 (1998년)
- 인생은 공사장 (1997년)
- 이노센트 (1993년)
- 쉰들러 리스트 (1993년) - 요세프 리폴드 역
- 마피아의 꽃 크랙 커넥션 (1991년)

### 텔레비전
- 37 Days (2014)